# Chickasawhäst
Chickasawhästen är en gammal hästras som avlades fram av chickasawindianerna, en indianstam som levde vid Tenneessefloden, men som senare förflyttades till delstaten Oklahoma. Chickasawhästen dog ut som ras under 1800-talet men sedan slutet av 1950-talet har man återuppavlat hästar som registreras som Chickasawhästar så länge de är av samma typ som de gamla Chickasawhästarna. Chickasawhästen försvann delvis på grund av utavel då den användes för att utveckla den amerikanska Quarterhästen. Idag är Chickasawhästen inte en egen ras utan snarare en typ av häst som registreras i föreningen "Chickasaw Horse Association". 

## Historia
Alla inhemska hästraser i Nord- och Sydamerika härstammar från hästar som fördes dit av europeiska nybyggare och conquistadorer under 1500- och 1600-talet. Dessa hästar bestod främst av orientaliska hästar som, arabiska fullblod och Berberhästar, men även de välkända spanska hästarna. Det finns dokumenterat att de europeiska kolonisterna tog vara på Chickasawindianernas hästar och korsade dem med engelska hästar så tidigt som år 1611. Dessa hästar var början på aveln av den amerikanska Quarterhästen. 
Chickasawindianerna själva kom i kontakt med hästar för första gången under mitten av 1500-talet genom den spanska conquistadoren Hernando de Soto. Indianerna överföll de Soto och tillfångatog de spanska hästarna. Senare fick indianerna även tillgång till fler hästar genom engelska kolonisatörer som utförde byteshandel under sina vandringståg genom USA. Indianerna fortsatte utveckla sina hästar genom att fånga in förvildade hästar, samt genom att tillfångata hästar och utföra byteshandel. Under kriget mellan engelsmännen och fransmännen under början av 1700-talet tillfångatog indianerna franska soldater. Men bytte till sig franska hästar mot soldaternas frihet. Indianerna krävde en häst per soldat och hade till slut en stor hjord med hästar av europeiskt och orientaliskt ursprung. 
Efter det amerikanska revolutionskriget (1775-1783) blev Chickasawindianernas hästar mycket populära inom kolonierna och framförallt på de olika plantagerna. Hästarna användes som arbetshästar på odlingarna och man tog dem även med sig på olika utställningar och kapplöpningar. 1792 satte man in en annons i tidningen "Knoxville Gazette" om att man erbjöd en Chickasawhingst till avel. Hingsten kallades "Piomingo" och var döpt efter Chickasawindianernas hövding.

Chickasawindianerna blev kända för sina hästar som var både uthålliga och snabba. Hästarna hade även ett speciellt utseende. De hade en mycket kort nacke och fick ofta sära på frambenen för att nå ner till marken för att kunan beta gräs. Detta är typiskt för vilda hästar och även zebror. När indianerna i Nordamerika blev tvångsförflyttade under 1830-talet, det så kallade "Tårarnas väg", tog Chickasawindianerna med sig sina hästar. Indianerna fick bosätta sig i Indianterritoriet, som 1907 uppgick i delstaten Oklahoma. 
Under 1800-talet hade intresset för att avla på Chickasawhästen blivit så stort att Chickasawhästen började dö ut. De få hästar som fanns utavlades snabbt med bland annat engelska fullblod för att utveckla Quarterhästen. De enda hästarna som lämnades var hästar som fanns på öarna i Atlanten utanför kusterna i Virginia, South Carolina och North Carolina.
Under mitten av 1900-talet började ett stort intresse vakna till liv för gamla indianska hästar och flera olika indianska raser började återuppavlas. 1957 tog amerikanen J.A Barker initiativet att försöka återuppföda Chickasawhästen. Han startade upp föreningen "Chickasaw Horse Association" i Love Valley, Statesville i North Carolina. Barker importerade hästar från Kanada som tillhörde gamla indianska stammar. Han korsade dessa hästar med Chickasawhästarna från öarna. Idag är föreningen flyttad till staden Clarinda i Iowa och jobbar på att registrera hästar som motsvarar Chickasawhästen vad gäller typ, beteende och karaktär.

## Egenskaper
Chickasawhästen var främst känd för sin snabbhet över korta distanser och för sin uthållighet. Hästarna var även tåliga och intelligenta. Idag används Chickasawhästen främst som ridhäst och inom westernridning, men används även fortfarande i olika kapplöpningar. Chickasawhästen var ganska liten med en mankhöjd på ca 145-150 cm. Huvudet är kort med korta öron, men brett och med ovanligt mycket mellanrum mellan ögonen. Nacken och ryggen är korta men breda och kraftiga. Inom föreningen har man valt att försöka avla hästen på de färger som fanns representerade hos de indianska hästarna förut och de färger som är tillåtna är svart, brun, fux, skimmel, rödskimmel, rödfux och linfux. 